# Maleise gekuifde argusfazant
De Maleise gekuifde argusfazant (Rheinardia nigrescens) is een vogel uit de familie fazantachtigen (Phasianidae). Het is een door habitatverlies bedeigde vogelsoort uit Maleisië.

## Taxonomie
De wetenschappelijke naam van de soort is in 1902 door Lionel Walter Rothschild geldig gepubliceerd als ondersoort Rheinardia ocellata nigrescens.  Volgens in 2020 gepubliceerd is het een aparte soort op grond van opvallende, maar kleine verschillen in verenkleed, het baltsgedrag en de geluiden. Hierover bestaat geen consensus; BirdLife International (hoewel geen autoriteit op het gebied van taxonomie) beschouwt de Maleise variant nog steeds als ondersoort.

## Kenmerken
Het mannetje is 190 tot 235 cm lang (staart 120 tot 173 cm) het vrouwtje 74 tot 75 cm (staart 35 tot 43 cm). Het is een grote fazant met een lange staart. De haan is zwartbruin met overal witte spikkels met een licht roodbruin gekleurde wenkbrauwstreep en keel en een bruin-witte lange, overwegend witte afhangende kuif. Het vrouwtje is kleiner, met een kortere staart en verder overwegend warmbruin van kleur met een zwarte stippels en grillige patronen in het verenkleed.

## Voorkomen
De soort komt voor in het midden van het schiereiland Malakka (West-Maleisië). Het leefgebied is natuurlijk bos, de hoogste dichtheden bereikt de soort in vochtig, primair regenwoud. De vogel wordt ook gezien in montaan bos, meestal gemiddeld in hoger gelegen gebieden dan de Vietnamese soort.

## Status
BirdLife International maakt geen onderscheid tussen de Maleise en de Vietnamese gekuifde argusfazant. Hierdoor heeft de soort dezelfde status als de Indochinese soort. De populatie van de Maleise soort is waarschijnlijk veel kleiner. De grootte van de populaties van beide soorten werd in 2018 door BirdLife International geschat op 6 tot 15 duizend individuen en de populatie-aantallen nemen af door habitatverlies. Het leefgebied wordt aangetast door ontbossing waarbij natuurlijk bos wordt geëxploiteerd en omgezet in gebied voor agrarisch gebruik en de aanleg van wegen, waardoor versnippering optreedt. Daarnaast is er jacht en stroperij op deze hoenders. Om deze redenen staat deze soort als gevoelig op de Rode Lijst van de IUCN.
Er gelden beperkingen voor de handel in dit hoen, want de soort staat in de Bijlage I van het CITES-verdrag.